# Bellville Velodrome
De Bellville Velodrome is een 250 meter lange, multifunctionele indoorwielerbaan in  Bellville  (±25 km vanuit het centrum van Kaapstad), Zuid-Afrika.

## Ontwerp
De wielerbaan is in eerste instantie gebouwd voor het Zuid-Afrikaans Olympisch bid: deze zaal organiseerde o.a. de kampioenschappen in 1999 van de Wereld-Wielerbond. Het project is in 9 maanden voltooid. De wielerbaan heeft een maximum van 10.200 zitplaatsen. De maximumcapaciteit voor een wielercompetitie varieert van 5000-8000 zitplaatsen.
De wielerbaan beschikt over een akoestische plafondbekleding voor het organiseren van concerten. De zaal was 10 jaar lang Kaapstads belangrijkste concertzaal. Het is nu vervangen door het Groenpuntstadion.

## Evenementen

### Concerten
| - Alanis Morissette - Armin van Buuren - Avril Lavigne - Billy Joel - Bruce Springsteen - Bryan Adams - Counting Crows - The Cranberries | - David Gray - Faithless - Groove Armada - Jay-Z - Jimmy Eat World - Kanye West - Lil Wayne - LIVE | - Mary J Blige - Metallica - The Offspring - The Prodigy - P!nk - R.E.M. - Roger Waters - Ronan Keating | - Rihanna - Simply Red - Sixto Rodriguez - Sting - Toto - Westlife - 50 Cent |

### Overige
- Op 25 september 2007, vond WWE's RAW SummerSlam Tour plaats met meer dan 7000 bezoekers.
- In 2007 vond het UCI "B" Wereldkampioenschap plaats.
- Het was ook de zaal voor de 2008 UCI Junior Wereldkampioenschappen.
- Het velodrome werd ook gebruikt door de Organised Chaos LAN Party, Zuid-Afrika's grootste maandelijkse gaming-evenement. Organised Chaos is van zaal veranderd na aanvang van 'De Galleria Ontwikkeling' begin 2012, maar maakt nog steeds af en toe gebruik van het Bellville Velodrome voor haar grootste evenementen.

## De Galleria Ontwikkeling
Bij de gemeentevergadering op 28 oktober 2009 is er goedkeuring gegeven aan Kaapstad om 3 miljard Rand aan te besteden voor retail, zakelijke, woon, hotel en conferentiefaciliteiten en deze te vestigen op een 11,5 ha in het gebied rond het Bellville Velodrome.
De aanbesteding werd gewonnen door Devmet Property Developments, een consortium van Devmark Property Group (Pty) Limited en Mettle Property Group (Pty) Limited, door middel van een concurrerend biedproces dat meer dan twee jaar geduurd. Mettle Property Group is voor 49% in handen van Metropolitan Capital, een verbonden onderneming van de Metropolitan Group.
De ontwikkeling is gebaseerd op een rug 'Galleria' dat de circulatie en verbinding zal bieden aan alle faciliteiten. Parkeren met entrees op verschillende niveaus en locaties zal worden aangeleverd aan het hotel, congres- en sportfaciliteiten verbinden met de retail, zakelijke en residentiële onderdelen.
Devmet Property Developments heeft een groep van bedrijven en het management modellen samengesteld. Deze groep heeft een geschikte kennis van zaken aan vaardigheden en ervaring in vastgoedontwikkeling, beheer van onroerend goed, financieel toezicht, facilitair management en evenementenbeheer bieden. Ze nemen en zorgen voor lokale en internationale ervaring, strategische partnerschappen en netwerken, en innovatieve technologieën, ontwerpen en processen. De groep omvat Devmet, Big Concerts, de High Performance Sports Centre en een aantal kleinere, gespecialiseerde bedrijven, "Gelderbloem toegevoegd.
De totale capaciteit van de zaal zal worden verhoogd tot 18.000 met de upgrade naar de wielerbaan en aangrenzende atletiek locatie beschouwd als onderdeel van fase 1.
Het was aanvankelijk de bedoeling dat de ontwikkeling zal worden afgerond in 2014, echter met ingang van november 2013, geen bouwwerkzaamheden heeft plaatsgevonden. Er was enige bezorgdheid over de ontwikkelingen die effect zouden hebben op de omliggende voorsteden toen naar buiten kwam dat een weg gebouwd moest worden door lokale buitenwijken en parken. Maar na openbare hoorzittingen werd het plan om een weg te bouwen ingetrokken.